# 弗朗切絲卡·詹姆斯
弗朗切絲卡·詹姆斯（西班牙語：Franceska Jaimes，1985年9月20日—），哥倫比亞前女性成人片演員和模特兒，知名於2011年4月的《閣樓》寵物。

## 生平
弗朗切絲卡·詹姆斯出生於波哥大。她有三個兄弟姊妹：住在墨西哥的姊姊，另一名姊姊和詹姆斯一同住在西班牙，還有一名住在哥倫比亞的哥哥。母親也住在西班牙。詹姆斯高中畢業後開始從事模特兒工作。
2005年與同樣是色情演員的納丘·維達爾結婚，育有兩個小孩；詹姆斯也因丈夫而進入成人電影界，2006年與露西雅·萊皮卓合作拍攝自己的首部色情片。2011年4月登上《閣樓》封面，成為當月閣樓寵物。2015年與維達爾離婚。2016年2月，詹姆斯登上哥倫比亞雜誌《SoHo》。2018年離開成人界。

## 外部連結
- 弗朗切絲卡·詹姆斯的X（前Twitter）
- 弗朗切絲卡·詹姆斯在互联网电影资料库（IMDb）上的資料（英文）
- 弗朗切絲卡·詹姆斯在網際網路成人電影資料庫
- 成人電影資料庫上弗朗切絲卡·詹姆斯的资料（英文）